# Station Hattem
Station Hattem was een spoorwegstation in Hattem aan de vroegere spoorlijnen Apeldoorn - Zwolle en Hattem - Kampen Zuid. Het werd geopend op 21 november 1887 en gesloten op 8 oktober 1950. De lijn naar station Kampen-Zuid sloot op 31 december 1933.
Dit station moet niet worden verward met station Hattem (NCS).
Het stationsgebouw werd in 1886 gebouwd. Het werd Standaardtype KNLS genoemd en werd voor diverse spoorwegstations gebruikt in de jaren 80 van de 19e eeuw. De architect was K.H. van Brederode. Het stationstype is in drie soorten ingedeeld, waarbij dit station viel binnen het type KNLS 1e klasse. In 1914 werd het zo sterk gewijzigd dat het nieuw te noemen was. Het kreeg een hoog middendeel met puntgevel en twee verschillende vleugels. Het werd in 1977 gesloopt.